# 教会スラヴ語
教会スラヴ語（きょうかいスラヴご）は古代教会スラヴ語が東・南スラヴ語世界に広がった後、各地の口語を反映して成立した文章語の総称。地方ごとの変種は「クロアチア教会スラヴ語」「マケドニア教会スラヴ語」「ブルガリア教会スラヴ語」「セルビア教会スラヴ語」などと呼ばれる。
東ヨーロッパ諸国（ブルガリア、ポーランド、チェコ、スロバキア、ロシア、ベラルーシ、セルビア、モンテネグロ、ボスニアヘルツェゴビナ、北マケドニア、ウクライナ、スロベニア、クロアチアなど）の正教会では、現在でも典礼言語として使われている。

## 概要
古代教会スラヴ語と教会スラヴ語の境界を厳格に定めることは難しいが、便宜的に1100年を境として、11世紀までのものを古代教会スラヴ語、12世紀以降のものを教会スラヴ語と称する。ただしロシアにおいては現存最古の文献である『オストロミール福音書』（1056-1057年）においてすでに明らかな「ロシア化」現象が見られ、11世紀から17世紀まで文章語として使われた。
教会スラヴ語は近代以前においては主要な（あるいは唯一の）文章語であり、このために現代スラヴ諸言語は教会スラヴ語の強い影響を受けている。たとえば、ロシア語の語彙の半分以上は教会スラヴ語起源で、宗教的・抽象的な意味を持つ語は多く教会スラヴ語に由来する。純粋なロシア語と教会スラヴ語に由来する語の二重の語形が見られることもある（例：純ロシア語のголова(golova)「頭」と教会スラヴ語由来のглава(glava)「首長」）。

## 日本での使用
日本では、ロシア正教会のポドヴォリエ（東京）、ウクライナ正教会の東京教会などで、典礼言語として使用されている。

## 関連文献
- 服部文昭『古代スラヴ語の世界史』白水社、2020年。